# جحيم 2 (فلم)
جحيم 2: حورجادا هو فيلم مصري عرض عام 1990، وهو الجزء الثاني من فيلم جحيم تحت الماء، الفيلم مأخوذ عن قصة الكاتب الأمريكي ثورنتون وايلدر وسيناريو وحوار فيصل ندا وبطولة سمير صبري ومعالي زايد، ومن إخراج محمد أبو سيف.

## قصة الفيلم
بعد تمكن الغطاس حسن من القبض على البرنس وأفراد عصابته، يتسلم مكافأته مقابل إرشاد الشرطة عن عصابة البرنس، يهرب أفراد العصابة أثناء ترحيلهم، يحرق البرنس منزل حسن فتموت زوجته وابنه، يتمكن حسن من معرفة مكان الكنز، تصحبه شمس مع شقيقها شكري، وصديقته الأجنبية فلورا التي تدفع التكاليف بحثًا عن الكنز.

## طاقم التمثيل
- سمير صبري: (حسن أبو علي)
- معالي زايد: (شمس)
- عبد المنعم مدبولي: (الريس رمضان)
- أحمد بدير: (شكري)
- محسن سرحان: (البرنس)
- سعاد نصر: (فردوس)
- ليلى شعير: (فلورا)
- سماح أنور: (هالة)
- رمسيس زخاري: (مساعد البرنس)
- سناء سليمان: (مساعدة البرنس)
- محمد فوزي: (الطفل علي)

## فريق العمل
- إخراج: محمد أبو سيف
- قصة: عن قصة الكاتب الأمريكي ثورنتون وايلدر
- سيناريو وحوار: فيصل ندا
- مدير التصوير: محمد عسر
- مونتاج: صلاح بسيوني
- موسيقى تصويرية: عمر خيرت
- إنتاج: انترناشيونال فيلم (سمير صبري)
- توزيع: شركة مصر للتوزيع ودور العرض